# 沼井公園
沼井公園（ぬまいこうえん）は、埼玉県久喜市桜田三丁目にある都市公園（近隣公園）である。

## 概要
1985年（昭和60年）3月30日に当時の北葛飾郡鷲宮町により開設された都市公園であり、2010年（平成22年）3月23日の合併後は久喜市が運営している。公園の面積は3.26 haである。園内には沼井公園調節池が設けられており、調節池には野鳥観察用の設備およびビオトープが整備されている。弦代公園調節池では魚釣りが可能だが、沼井公園調節池ではビオトープという特性上、魚釣りおよび調節池への立ち入りは制限されている。調節池の周囲には歩行者路が整備されている。公園東側には大中落悪水路が流れている。 

## 施設
- 児童遊具
  - ロープウェー
  - ブランコ
  - 冒険トリデ
  - コイルトンネル
- 太鼓橋
- テニスコート
- トイレ
- 水道
- 沼井公園調節池
- 野鳥観察場
- ビオトープ
- 駐車場
- 歩行者路
- ベンチ

## 所在地
- 〒340-0203
- 埼玉県久喜市桜田3-13-2

## 交通
- 東日本旅客鉄道（JR東日本）宇都宮線（東北本線）東鷲宮駅東口より徒歩約10分。

## 周辺
- 弦代公園
- 東鷲宮ニュータウン
- 東鷲宮病院
- 久喜市立桜田小学校
- 大中落悪水路